# هغاي ديكان
هغاي ديكان كان دبلوماسيًا إسرائيليًا وكان أول سفيرلإسرائيل في سنغافورة.  
وكان أيضا سفيرًا لإسرائيل لدى كل من كوستاريكا،  أوروغواي،  ساحل العاج،  فنزويلا،  وبوركينا فاسو. 